# Pedro López de Ayala

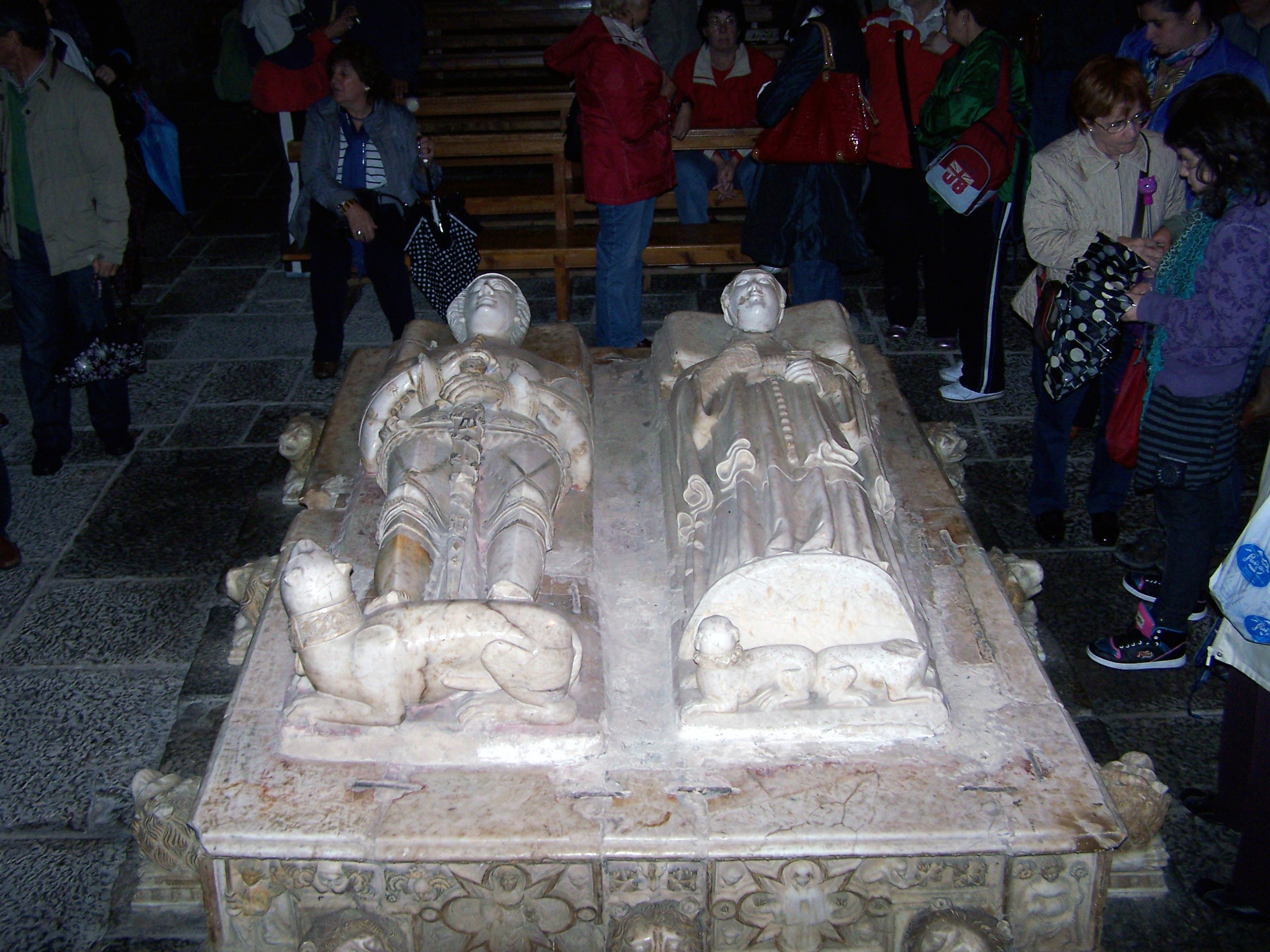
Tomba de Pedro López de Ayala i de la seva esposa Elionor de Guzmán

Pedro López de Ayala (Vitòria, Àlaba, 1332 - Calahorra, La Rioja, 4 d'abril de 1407) fou un polític, poeta i historiador castellà, conegut com «el Canciller».

## Biografia
Pertanyent a una il·lustre família alabesa, sent el seu pare Ferrán Pérez de Ayala, un dels homes rics d'Àlaba que ajudaren a Alfons XI a apoderar-se de la seva província natal, creixent després, encara més l'il·lustre de la seva nissaga, per descendir Ferran el Catòlic d'una germana de Pedro López de Ayala.
El 1353 entrà com a donzell al servei del seu senyor natural el rei Pere el Cruel, i encara que després passà al de l'infant Ferran d'Aragó i de Castella, fou per poc temps, tornant al costat del rei de Castella, del que ben aviat es captà la simpatia, car el 1359 corria i saltejava com a capità de la seva flota les costes de València i Catalunya, i començava la llista dels seus profits amb el càrrec d'agutzil major de Toledo.
Mentre en Pere de Castella anà guanyant, no s'apartà del seu costat el futur canceller Ayala, però tant ell com el seu pare, que havien estat sempre ben vistos pel monarca i figurant en el nombre de servidors predilectes, entengueren que «Los fechos de D. Pedro no iban de buena guisa y determinaron partirse de él, con acuerdo de no volver más.» Aquesta deslleialtat, tant planament relatada, tingué lloc en escapolir-se en Pedro a França davant la sobtada invasió d'Enric II de Castella (Enric de Trastàmara), el qual el 1366 fou proclamat rei a Calahorra.
Com a premi a la defecció, el rei Enric l'anomenà alferes major de l'Orde de la Banda, el qual pendó portava en la batalla de Nàjera (1367), on va ser fet presoner per la cavalleria anglesa del Príncep Negre. Als sis mesos de captiveri, la família aconseguí alliberar-lo amb una crescuda quantitat, arribant a Burgos en el moment precís d'entrar victoriós, a la ciutat, el rei Enric. Malgrat que la seva bona sort el lliura d'intervenir en els horrors de la batalla de Montiel, fou un dels més afavorits en el repartiment del botí, que anomenaren mercedes enriqueñas, aconseguint la Puebla d'Arciniega, la torre de la vall d'Orozko i la tranquil·la possessió de la vall de Laudio (en castellà Llodio), per la qual litigava el seu pare feia molt de temps.
No foren aquestes les úniques mercès rebudes del rei Enric, perquè en recobrar els navarresos, el 1373, la vila de Vitòria, l'anomenà alcalde major i merí, càrrec en el qual s'acredità d'hàbil i just governant, i en morir la seva mare, N'Elvira de Cevallos, i abraçant el seu pare la vida religiosa ingressant el 1375 en l'orde de Predicadors, el monarca li confirmà el pubillatge, fundat dos anys abans per Ferran. A finals del mateix any el rei li conferí l'alcaldia major de Toledo, lloc dels més cobejats i importants d'aquella època, i demostrà la seva confiança i afecte nomenant-lo del seu Consell i enviant-lo com ambaixador a Aragó per arranjar les diferències provocades pel desafiament de Ramírez de Arellano.
Ayala es mostrà hàbil diplomàtic en aquesta ocasió, assolin acabar l'afer amb el beneplàcit d'ambdós monarques. El rei Joan I confirmà les mercès que li havia concedit el rei Enric, i li mostrà la seva estima nomenant-lo jutge major en els sorollós plet sobre les comandes de les abadies i monestirs, sentencia la qual fou tant del gust del monarca, que l'any següent premiava els serveis i lleialtat de López de Ayala atorgant-li la vila i llogarets d'Agurain d'Àlaba, autoritzant-lo per establir la seva successió en la forma que millor li semblés.
Enviat a França per oferir al rei Carles IV l'amistat de Joan I, es guanyà la confiança del monarca francès pels seus consells en la famosa batalla de Rosebeck, renyida contra els anglesos, aconseguint per això el 1382 el títol de cambrer del rei de França, i una pensió anual de 1.00 francs d'or durant la seva vida i la del seu fill gran en Ferran. Retornà Lòpez de Ayala a Castella, rebent del monarca noves mostres de l'afecte que sempre li havia tingut, al qual correspongué esmerçant-se en els seus serveis i consells, sent prova d'això l'inclinar l'ànim del rei Joan a mostrar-se clement amb el seu inquiet germà el comte de Gijón.

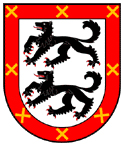
Escut dels Ayala

El 1385 seguí al rei Joan I a la batalla d'Aljubarrota, on foren desfetes les hosts, amb perill imminent de la seva vida. López de Ayala que, com a Nàjera, portava el pendó de l'orde de la Banda, va caure, després de forta i sagnant resistència, <cobert de ferides i trencats els molars i dents,> en mans dels portuguesos, que com diu en la seva Crònica, el tingueren empresonat en una gàbia de ferro per més d'un any, en el castell d'Oviedes. En aquella trista ocasió restà ben patent les simpaties que per tot arreu tenia, perquè contribuïren al crescut rescat de 30.000 doblers d'or, que per posar-lo en llibertat hagué de pagar la seva esposa, Elionor de Guzmán, el seu parent el mestre de l'orde de Calatrava i els reis de França i de Castella.
A aquesta captivitat d'Ayala es deu el "Rimado de Palacio" i algunes altres de les seves obres. Al retornar a la cort fou investit pel rei amb els càrrecs de coper i cambrer major. No foren d'escassa importància els serveis prestats per Ayala a Joan I durant els últims anys del seu regnat, ja facilitant i ajustant, en repetides ambaixades, la concòrdia amb la casa de Lancaster, representant dels drets dels descendents del rei Pere, apartant així de Castella la tempesta que des del Regne d'Anglaterra s'apropava, ja alçant-se en les Corts de Guadalajara de 1390, amb veu eloqüent, lliure d'afalacs, contra l'insensat projecte d'abdicació i repartiment del regne, format pel rei, que creia, d'aquesta forma, aconseguir la sospirada possessió de la corona portuguesa.
Enutjat el monarca al principi, pel que jutjava irreverència d'Ayala, acabà per reconèixer la seva generosa valentia, que feu pujar encara més el crèdit de la seva saviesa política, confirmada en morir Joan I, ja que les Corts de Madrid el nomenaen perquè formés part del Consell de Regència durant la minoria d'edat d'Enric III de Castella, càrrec en el qual prestà a Castella el servei importantíssim d'ajustar treves amb Portugal, dant fi, el 1392, a una lluita estèril i desastrosa per ambdues monarquies.
Acabats els serveis de la regència, es retirà als seus Estats, on va romandre quatre anys entregat al dolç plaer de les lletres, fins que el 1398 el rei nomenà canceller major de Castella, i merí major de Guipúscoa i alcalde major de Toledo pels seus dos fills. Durant nou anys compartí la vida política amb les lletres, a les que tributava un culte assidu en les residències que solia fer en els seus estats d'Àlaba i la Rioja, en els monestirs dels que era fundador o patró, i amb especial predilecció en el de "San Juan de Quijano" i en el de "San Miguel del Monte", proper a Miranda de Ebro.
Enric II morí el desembre de 1406, i pocs mesos després, a principis d'abril de 1407, allà pel 16, li ocorri al canceller una mort sobtada a Calahorra.

## Anàlisi humà
| « | <Nascut a Vitòria, diu Menéndez Pelayo, ciutat mig castellanitzada, de pare alabès i mare muntanyesa, sembla junt a la seva persona els caràcters oposats de les dues races que desigualment reparteixen el nord d'Espanya, i fou perseverant i tenaç, com l'eusquera: astut, cautelós i subtil, com el càntabre. Així encertà a travessar amb fama d'home honrat i de bon cavaller el calamitós segle xiv, sense macula, com quasi tots els seus contemporanis, amb actes de brutal feresa, sense cometre cap acció positivament indigna, però sense descuidar un punt del propi profit, treien partit fins i tot de les seves desgràcies i revessos, per acumular sense tassa, però també sense escàndol de ningú, senyorius, alcaldies, tinències, hereditats i bona quantitat de sonants doblers: amb el qual, de pobre pairal del Nord, vingué a ésser pròcer opulent, canceller del regne i àrbitre dels destins de Castella, fent les seves evolucions polítiques tant a punt i amb tal destresa i tan aparent de bé públic, que el mateix Maquiavel l'hagués saludat com avantatjat precursor teòric i pràctic de les seves màximes i aforismes, principalment en bordejar els límits de la immoralitat sense caure resoltament dintre d'ella. La seva llarga vida, que li permeté assolir cinc reis de Castella, fou una obra mestra d'engrandiment i guany personal, una verdadera obra d'art més interessant que el seu "Rimado de Palacio", encara que menys noble i severa que les seves "Cronicas". És cert que la fortuna no el desempara mai, però fou perquè ell va saber forçar a la fortuna i sotmetre-la a la freda combinació dels seus càlculs, que no li fallaren ni una sola vegada, perquè anaven fundats en una profunda observació de la naturalesa humana. Qui escrigui la història de l'Edat Mitjana espanyola veurà en ell el primer tipus d'home modern. Però tampoc li mancà cap d'aquelles qualitats que en l'edat mitjana donaven la superioritat i l'imperi; valor que, sent reflexiu, semblava temerari, molta destresa, en tots els exercicis d'armes i cavalleria, de falconeria i muntanya; robustesa física, que explica la seva forta i briosa vellesa, malgrat d'haver sigut [molt donat a dones, més del que a tant savi cavaller com ell convenia], en frase del seu nebot Ferrán Pérez de Guzmán | » |

## Galeria dels reis en la vida López de Ayala

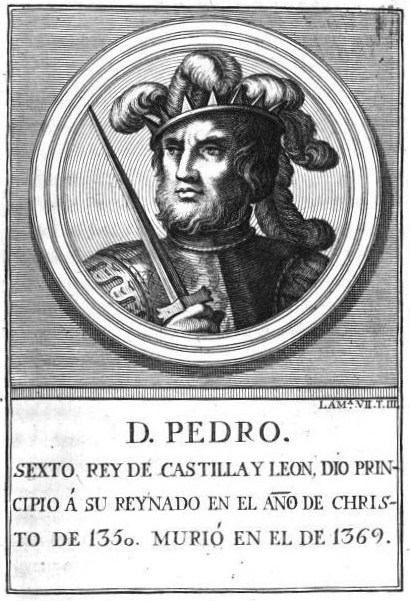
Retrat de Pere el Cruel
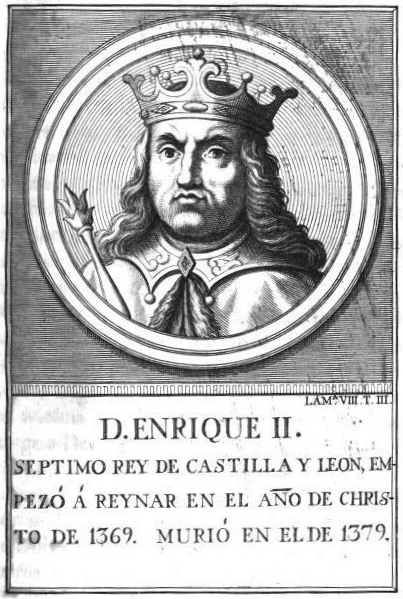
Retrat d'Enric II
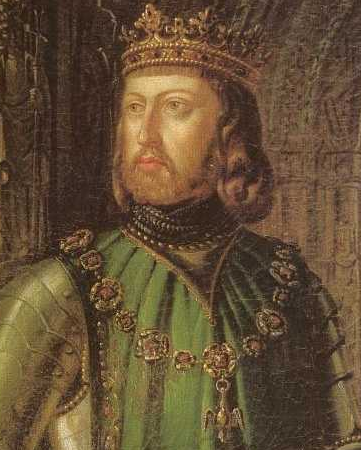
Retrat de Joan I
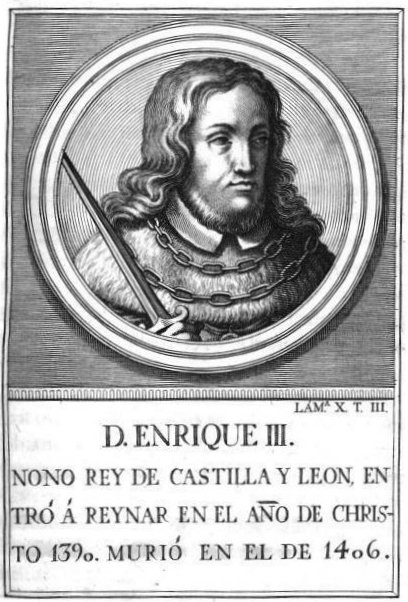
Retrat d'Enric III fundador de la nissaga dels Trastamára

## Obra

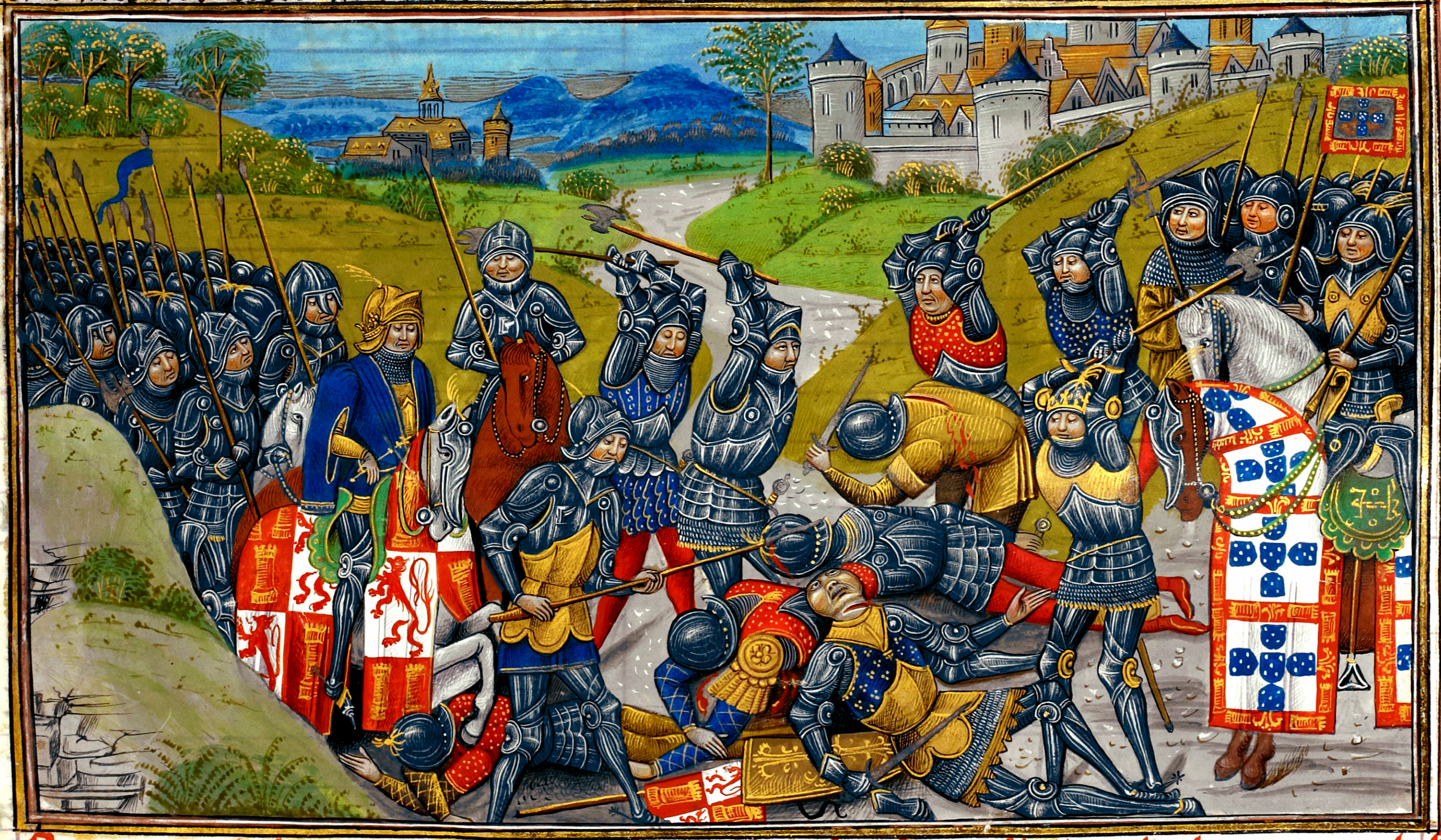
Batalha de Aljubarrota

En mig de la seva agitada vida i plena de preocupacions, com a poeta, López de Ayala, es distingí especialment com a historiador. El Rimado de Palacio, poema didàctic impregnat de cert prosaisme ètic i pedagògic, que s'oblida per complet davant la importància històrica d'aquest espill de la societat del segle XIV, constitueix l'obra poètica més important de l'autor. En el Cancionero de Baena figuren uns versos d'art major de López de Ayala, contestant a una espinosa pregunta proposada per Sánchez de Talavera, i alguns autors li han atribuït un petit volum de reflexions morals vers la vanitat de la vida humana, escrita en cuaderna via i titulat Proverbios en rima del sabio Salomón, rey de Israel.
Com a prosista López de Ayala, val més que com a poeta. Durant el seu empresonament a Oviedes (1386) va escriure Libro de la caza de las aves et de sus plumajes et dolències et melecinamientos, dirigit al seu familiar el gran caçador en Gonzalo de Mena, bisbe de Burgos. Aquesta és una obra pertanyent al gènere didàctic, recreatiu, copiós en l'Edat Mitjana, on sempre s'observa la mà del moralista, obra tan curiosa per la història de les costums de l'època com pel coneixement del deport de la caça i del seu vocabulari particular.

## Traduccions
- les décadas 1ª 2ª. i 4ª, de Titus Livi;
la Consolación, Boecio;
las Morales, de Gregori I el Gran;
els tres llibres de summo bono, d'Isidor de Sevilla;
la Historia ó Crónica Troyana, de Guido delle Colonne;
la Caída de principes, de Giovanni Boccaccio;
 i potser –no és segur— el Valerio Maximo.

## Obra històrica
Però la glòria de López de Ayala és deguda a les seves obres històriques, donant forma artística a les cròniques monòtones i pesades que fins llavors s'havien escrit. La seva tasca històrica abraça quatre regnats; els de Pere el Cruel, Enric II de Castella, Joan I de Castella i Enric III de Castella, el d'aquest últim sense acabar, per sorprendre'l la mort al narrar els esdeveniments de l'any 1396. Aquesta crònica fou continuada per Alvar García de Santamaria. Encara que, en aquest orde cronològic continua la seva història a les Crónicas de Alfonso XI, sembla que les separa un segle.

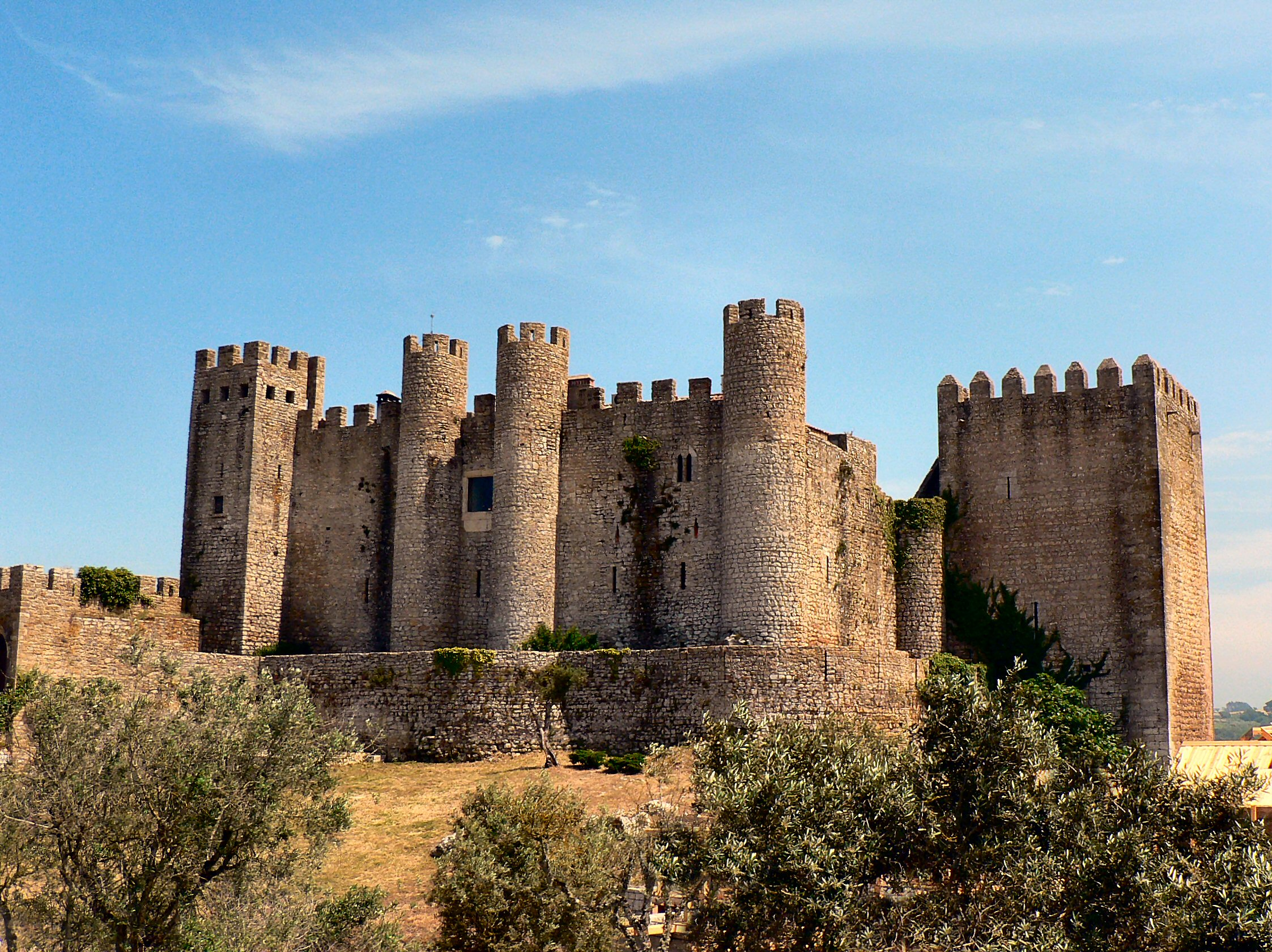
Castell d'Óbidos

| « | <No hi ha res semblant diu Menéndez Pelayo, en les literatures estrangeres abans de la fi del segle xv. Froissant i Mateo Villani són cronistes pintorescs i delectables; Ayala és historiador. No es deté en l'aspecte exterior de les coses, en un túmul i pompa de la vida cavalleresca, encara que no oblidi mai el detall precís i significatiu. El que més l'interessa, com als grans mestres antics, és l'ànima de l'heroi o del tirà, als quals escodrinya i manifesta amb certa forma de psicologia instintiva, en què el físic i el moral resten degudament aquilotats i juxtaposats. Els retrats directes són en Ayala molt rars i molt breus, però de tal poder i tal evidència, que els seus personatges ens persegueixen coma a ombres familiars, i potser a ell, tenint per malèvol detractor de Pere el Cruel, deu aquell monarca la major part del prestigi poètic que envolta el seu nom, perquè res abassega tant l'ànim del que llegeix en les pagines d'un historiador, com la intensa realitat, la plenitud de vida que d'elles se'n desprèn. | » |

I l'art de les cròniques d'Ayala no sobrepassa a la seva fidelitat històrica, ja que les noves fonts que han estat consultades han vingut a corroborar el dit per Ayala, no tan sols en el substancial, sinó en els por menors.